# سفارت اوکراین در مسکو
سفارت اوکراین در مسکو (به لاتین: Embassy of Ukraine) یک منطقهٔ مسکونی و نمایندگی سیاسی این کشور در روسیه است که در مسکو واقع شده‌است.